# Yuta Inagaki
Yuta Inagaki (稲垣 雄太 Inagaki Yūta?, nacido el 8 de enero de 1992 en Hyogo) es un futbolista japonés que se desempeña como centrocampista.

## Trayectoria

### Clubes
| Club              | País  | Año         |
| ----------------- | ----- | ----------- |
| FC Machida Zelvia | Japón | 2014 - 2015 |
| MIO Biwako Shiga  | Japón | 2016 - 2017 |
| Fujieda MYFC      | Japón | 2018 -      |

## Estadística de carrera

### J. League
| Club              | Año   | J. League | J. League | Copa J. League | Copa J. League | Total | Total |
| Club              | Año   | Part.     | Goles     | Part.          | Goles          | Part. | Goles |
| ----------------- | ----- | --------- | --------- | -------------- | -------------- | ----- | ----- |
| FC Machida Zelvia | 2014  | 11        | 0         | -              | -              | 11    | 0     |
| FC Machida Zelvia | 2015  | 3         | 0         | -              | -              | 3     | 0     |
| Total             | Total | 14        | 0         | 0              | 0              | 14    | 0     |